# Pardosa dranensis
Pardosa dranensis là một loài nhện trong họ Lycosidae.
Loài này thuộc chi Pardosa. Pardosa dranensis được Henry Roughton Hogg miêu tả năm 1922.